# Bull Durham
Bull Durham (br: Sorte no Amor / pt: Jogo a Três Mãos) é um filme de 1988, do gênero comédia romântica, sobre beisebol. É baseado nas experiências do escritor e diretor Ron Shelton e retrata os jogadores e fãs da Durham Bulls, um time de baseball de uma liga local em Durham, Carolina do Norte. Kevin Costner estrela como "Bater" Davis, um catcher veterano trazidos para ensinar o estreante lançador Ebby Calvin "Nuke" LaLoosh (Tim Robbins) em sua preparação para atingir a Major League.

## Elenco
- Kevin Costner - "Crash" Davis
- Susan Sarandon - Annie Savoy
- Tim Robbins - Ebby Calvin "Nuke" LaLoosh
- Trey Wilson - Joe Riggins
- Robert Wuhl - Larry Hockett
- William O'Leary - Jimmy